# Franco Fagioli
Franco Maximiliano Fagioli (San Miguel de Tucumán, 4 de mayo de 1981) es un contratenor argentino. 

## Biografía
Posee las nacionalidades argentina y española. Primero estudió piano en la Universidad Nacional de Tucumán y pronto siguió clases de canto lírico en el Instituto Superior de Arte del Teatro Colón de Buenos Aires donde, asesorado por el barítono Ricardo Yost, la pianista Celina Lis y su, entonces, profesora de canto Annelise Skovmand, comenzó a especializarse como contratenor. En esta institución se lo consideró «el primer contratenor de la carrera de canto».
A los trece años, cantó por primera vez en un escenario de ópera: es uno de los tres pequeños genios de La flauta mágica de Wolfgang Amadeus Mozart.
En 1997 fundó el coro San Martín de Porres. Estudió con Mercedes Alas. Trabajó en Argentina con los maestros Steuart Bedford, Juan Manuel Quintana, Sergio Siminovich, Andrés Tolcachir, Susana Frangi, Mario Videla y Pablo González Jasey.
Ganó el primer premio en el Concurso Federal 2001 del Concejo Federal de Inversiones y el Premio Konex: Diploma al Mérito 2009 y 2019, las Becas del Fondo Nacional de las Artes y la de Promoción “In Memoriam Erich Kleiber”. Cantó en salas argentinas como el Teatro Colón, el Teatro Avenida (Buenos Aires Lírica) y el Auditorio Belgrano (Festivales Musicales).
En 2003, ganó el primer premio del concurso Bertelsmann Neue Stimmen en Alemania, el cual nunca había sido ganado por un contratenor, lo que lo llevó a emprender una carrera internacional en que se presentó en el Théâtre des Champs-Elysées, el Teatro Carlo Felice, Génova, el Teatro Colón (para el cual cantó - entre otras - en las óperas Muerte en Venecia, Orfeo y Euridice, Rinaldo y Giulio Cesare), los teatros de ópera de Essen y Bonn, y en los festivales de Innsbruck, Halle, Karlsruhe y Ludwigsburg (cantando el título -role en Ezio de Gluck), en Stuttgart, Salzburgo (bajo la dirección de Riccardo Muti), Lucerna, Zúrich, Karlsruhe, Innsbruck (con René Jacobs), Gotinga, Essen, Oslo y Zúrich como Julio César en Egipto de Händel con Cecilia Bartoli y Marc Minkowski. Trabajó con directores como Nikolaus Harnoncourt, José Manuel Quintana, Reinhard Goebel, Christophe Rousset, Marc Minkowski, Alessandro De Marchi, Alan Curtis, Stephen Cleobury (King's College Choir), Christophe Rousset, Rinaldo Allesandrini, Michael Hofstetter y Gabriel Garrido. Grabó para los sellos BMG y SWR. Ha interpretado papeles principales en las óperas de Haendel, incluidos Ariodante y Teseo. Es Nerón en La coronación de Popea de Claudio Monteverdi, o Arsaces en Aureliano en Palmira, el único papel para castrato compuesto por Rossini.
En 2009, ganó el Premio al Mejor Cantante de la Fundación Konex (Hombre). En 2011, recibió el Premio Abbiati, prestigioso premio italiano, como Mejor Cantante del Año.
En 2012, asumió el papel de Arbace de Farinelli en Artaserse de Johann Adolph Hasse en el Festival de la Vallée d'Itria, pero es su interpretación del mismo papel en Artaserse de Leonardo Vinci, en la Opera de Nancy, que le valió un contrato exclusivo con el sello Naïve, para el que grabó en 2013 un CD que reunía las arias destinadas al castrato Gaetano Caffarelli. En 2014, Franco Fagioli interpreta el papel de Sesto en La clemenza di Tito de Mozart; él es el primer intérprete masculino de ese papel. El mismo año se publica el álbum Il maestro Porpora, y en septiembre Franco Fagioli hace su debut en el Festival de Ambronay. En 2015, interpretó, entre otros, el papel principal en la ópera Riccardo Primo de Georg Friedrich Haendel en el Festival Karlsruhe, y la de César en la versión de Catone in Utica de Leonardo Vinci montada por Parnassus, que reunía un reparto exclusivamente masculino. También asume el papel de Farnaspe, creado por Caffarelli, en Adriano en Siria por Giovanni Battista Pergolesi. Aún en 2015, es el primer contratenor en la historia en firmar un contrato con Deutsche Grammophon, que publica su interpretación del papel de Orfeo en Orfeo ed Euridice de Christoph Willibald Gluck. Es el invitado del festival de Ambronay en el concierto de apertura. 2016 está marcado por su debut como Cecilio, de la ópera de Mozart Lucio Silla en la Filarmónica de París, y el papel de Romeo, en Salzburgo, en la ópera Romeo y Julieta de Zingarelli. Franco Fagioli también hizo su debut en el Festival Internacional de Arte Lírico en Aix-en-Provence, interpretando el papel de Piacere en el oratorio de Haendel Il trionfo del tempo e del disinganno. Debuta también en la Opera Garnier, en el papel principal de la ópera de Francesco Cavalli Eliogabalo. Publica su primer recital en Deutsche Grammophon, un álbum de arias de Rossini habitualmente interpretadas por mezzosopranos.
En 2017 debutó en Madrid, en un recital dedicado a Caffarelli. El mismo año, interpretó el papel de Arsace en la ópera de Gioachino Rossini Semiramide; Este papel, creado originalmente para mujer, es interpretado por primera vez en su totalidad por un hombre. Le sigue la grabación de arias de Rossini para la Deutsche Grammophon. En septiembre, debutó en La Scala en Milán, en el papel de Andrónico, en el Tamerlano de Georg Friedrich Handel. En noviembre del mismo año, interpretó el papel de otra de las obras de Handel, la ópera Serse, en la Opera Royal de Versailles. En 2018, la Deutsche Grammophon publicó su recital dedicado a Haendel, en el que figuran arias importantes en su carrera como artista y que también son representativas de Haendel compositor de óperas. También publicó una versión notable del Nisi Dominus de Antonio Vivaldi bajo la dirección de Diego Fasolis, para el cual también grabó Gloria, del mismo Vivaldi, junto a Julia Lezhneva. En el escenario, interpretó en Karlsruhe a Cecilio del Lucio Silla, de Mozart. Después, en Hamburgo, interpreta a Ruggiero del Alcina, de Haendel. El fin de año se centra en una gira dedicada al Serse de Haendel, versión concierto, y publicada en versión completa de tres CD por Deutsche Grammophon. Franco Fagioli ofrece también una serie de recitales en Japón. Interpreta nuevamente el Serse en el festival Karlsruhe en febrero de 2019, en una puesta de escena de su colega Max Emanuel Cencic. De primavera hasta otoño del 2018 interpretó a Nero en la ópera de Haendel Agrippina, versión concierto, después de las versiones dirigidas por Barrie Kosky.
Es miembro fijo de la Ópera de Zúrich.

## Discografía

### CD

#### Recitales
- Handel & Mozart Opera Arias, Franco Fagioli, Alexandra Zabala, Orchestra Filarmonica Marchigiana, Gustav Kuhn, (Arte Nova), 2004
- Franco Fagioli. Canzone e Cantate, (Carus-Verlag/SWR), 2010
- Arias for Gaetano Caffarelli : Vinci, Leo, Hasse, Pergolesi. Il pomo d'oro, Riccardo Minasi, (Naïve Records), 2013
- Franco Fagioli. Il maestro Porpora, Arias, (Naïve Records), 2014
- Franco Fagioli: Rossini (Deutsche Grammophon), 2016
- Franco Fagioli: "Handel Arias" (Deutsche Grammophon), 2018
- Franco Fagioli: "Veni vidi vinci; Leonardo Vinci" (Deutsche Grammophon), 2020

#### Óperas
- Christoph Willibald Gluck : Ezio, (Oehms Classics/SWR), 2009
- George Frideric Handel : Teseo HWV 9, (Carus-Verlag/SWR), 2009
- George Frideric Handel : Berenice, (EMI/Virgin Classics), 2010
- Georg Friedrich Haendel: Germanico (Deutsche Harmonia Mundi) 2011
- Leonardo Vinci : Artaserse, Virgin (Classics/EMI), 2012
- Johann Adolph Hasse: Siroe (Decca), 2014
- Leonardo Vinci : Catone in Utica ( Decca) ,,2015
- Christoph Willibald Gluck: Orfeo ed Euridice (Deutsche Grammophon) , 2015
- Georg Friedrich Haendel: Rodelinda (Dynamic / Festival della Valle d'Itria - captation du spectacle de 2011) 2015
- Johann Adolph Hasse: Artaserse (Dynamic / Festival della Valle d'Itria - captation du spectacle de 2012) 2015
- Giovanni Battista Pergolesi: Adriano in Siria (Decca), 2016
- Georg Friedrich Haendel: Serse (Deutsche Grammophon ) 2018

#### Obra sacra
- Agostino Steffani: Stabat Mater     (Decca) 2013
- Antonio Vivaldi: Gloria, Nisi Dominus, Nulla in mundo pax (Decca) 2018

#### Otras
- Antonio Caldara: La concordia de'     pianeti (Archiv) 2014

### DVD
- Rossini : Aureliano in Palmira, (Bongiovanni), 2012
- Leonardo Vinci: Artaserse, Virgin (Classics/EMI), 2013
- Johann Adolph Hasse: Artaserse (Dynamic / Festival della Valle d'Itria - captation du spectacle de 2012) 2015
- Georg Friedrich Haendel, Il trionfo del tempo e del disinganno (Festival d'Aix en Provence 2016)